# Gysinita-(Ce)
La gysinita-(Ce) és un mineral de la classe dels carbonats que pertany al grup de l'ancilita.

## Característiques
La gysinita-(Ce) és un carbonat de fórmula química PbCe(CO₃)₂(OH)(H₂O). Va ser aprovada com a espècie vàlida per l'Associació Mineralògica Internacional en el mes de juliol de l'any 2023, i va ser publicada a la revista internacional The Canadian Journal of Mineralogy and Petrology per Anthony R. Kampf et al. en el mes de desembre de 2024 amb el títol «Gysinite-(Ce), PbCe(CO₃)₂(OH)(H₂O), a New Member of the Ancylite Group». Cristal·litza en el sistema ortoròmbic. És l'anàleg de ceri de la gysinita-(Nd) i de la gysinita-(La), així com el de plom de l'ancilita-(Ce).
L'exemplar que va servir per a determinar l'espècie, el que es coneix com a material tipus, es troba conservat a les col·leccions mineralògiques del Museu d'Història Natural del Comtat de Los Angeles, a Los Angeles (Califòrnia) amb el número de catàleg: 76284.

## Formació i jaciments
Va ser descoberta a la mina Abendröthe, situada a Braunlage, dins el districte de Goslar (Baixa Saxònia, Alemanya), on es troba en associació amb albita, calcita i mimetita. Aquest indret és l'únic a tot el planeta on ha estat descrita aquesta espècie mineral.